# Eisenbahnunfall von Miles City
Der Eisenbahnunfall von Miles City wurde am 19. Juni 1938 durch den Einsturz einer Brücke bei Miles City, Montana, USA verursacht. Mindestens 47 Menschen starben.

## Ausgangslage
Bei Miles City führte eine 1913 gebaute Eisenbahnbrücke über den Custer Creek, einen Zufluss des Yellowstone River, an dem die Stadt liegt. Die Brücke bestand aus sieben Bögen. Der Custer Creek liegt gewöhnlich trocken, konnte aber nach Regenfällen kurzfristig stark anschwellen. Die Brücke war auf einen Pegel von 5 Metern ausgelegt. Als starke Regenfälle in den Bergen gemeldet wurden, wurde die Brücke nach 22 Uhr noch mal auf ihre Standfestigkeit hin untersucht. Der Pegel betrug zu diesem Zeitpunkt etwa 2 Meter.
Der in westliche Richtung verkehrende Olympian der Chicago, Milwaukee, St. Paul and Pacific Railroad überquerte die Brücke kurz nach Mitternacht.

## Unfallhergang
Nach einem Starkregen kam es zu einer Flutwelle von 6 Metern Höhe, die einen Brückenpfeiler beschädigte. Als unmittelbar darauf der Zug die Brücke befuhr, stürzte ein Teil von ihr ein. Dabei rissen die Kupplungen: Die Lokomotive und die ersten fünf Wagen des Zuges erreichten noch das andere Ufer, die beiden folgenden Schlafwagen stürzten in den Fluss, die vier letzten Wagen blieben im Gleis und konnten später sogar die Fahrt fortsetzen.

## Folgen
Mindestens 47 Menschen starben und es können auch mehr gewesen sein, denn Leichen von Menschen aus dem Zug wurden bis zu 80 km flussabwärts im Yellowstone River gefunden.